# ماغي جونز
ماغي جونز (بالإنجليزية: Maggie Jones)‏ هي مغنية وموسيقية وعازفة بيانو أمريكية، ولدت في 1900 في هيلزبورو في الولايات المتحدة، وتوفيت في القرن العشرين.

## وصلات خارجية
- ماغي جونز على موقع ميوزك برينز (الإنجليزية)
- ماغي جونز على موقع أول ميوزيك (الإنجليزية)
- ماغي جونز على موقع ديسكوغز (الإنجليزية)